# بيراكان (جيفريج)
بيراكان (بالروسية: Биракан) هي مدينة في مقاطعة الأوبلاست اليهودية الذاتية في روسيا.
يبلغ عدد سكانها حوالي 2568  نسمة.